# Knastercross
Het Knastercross Festival is het eerste cross- en muziekfestival van Limburg. Op de derde editie van het tweedaags festival in 2008 kwamen ruim 27.000 bezoekers af.

## Geschiedenis
De Knastercross werd in 2006 voor het eerst georganiseerd, en startte eigenlijk als tegenhanger van de Zwarte Cross in de Achterhoek. De organisatieleden van de Knastercross hadden meegedaan aan de Zwarte Cross editie van 2005 en vonden dat ze te weinig aan bod waren gekomen op de crossbaan. Verder vonden ze dat het festival te groot was geworden waardoor de intieme sfeer van de ‘jongens onder elkaar’ ver te zoeken was.  Nadat de organisatoren hun plannen bekend hadden gemaakt kregen ze via de advocaat van de Zwarte Cross een brief waarin stond dat de naam van de Zwarte Cross verwijderd moest worden van hun website. Er werd namelijk verwezen naar een filmpje dat opgenomen was door TV Limburg over de deelname van de organisatie aan de Zwarte Cross. 
In 2016 heeft de laatste Knastercross plaatsgevonden. Het bestuur heeft besloten in februari 2017 om de stekker uit de Knastercross te trekken. 

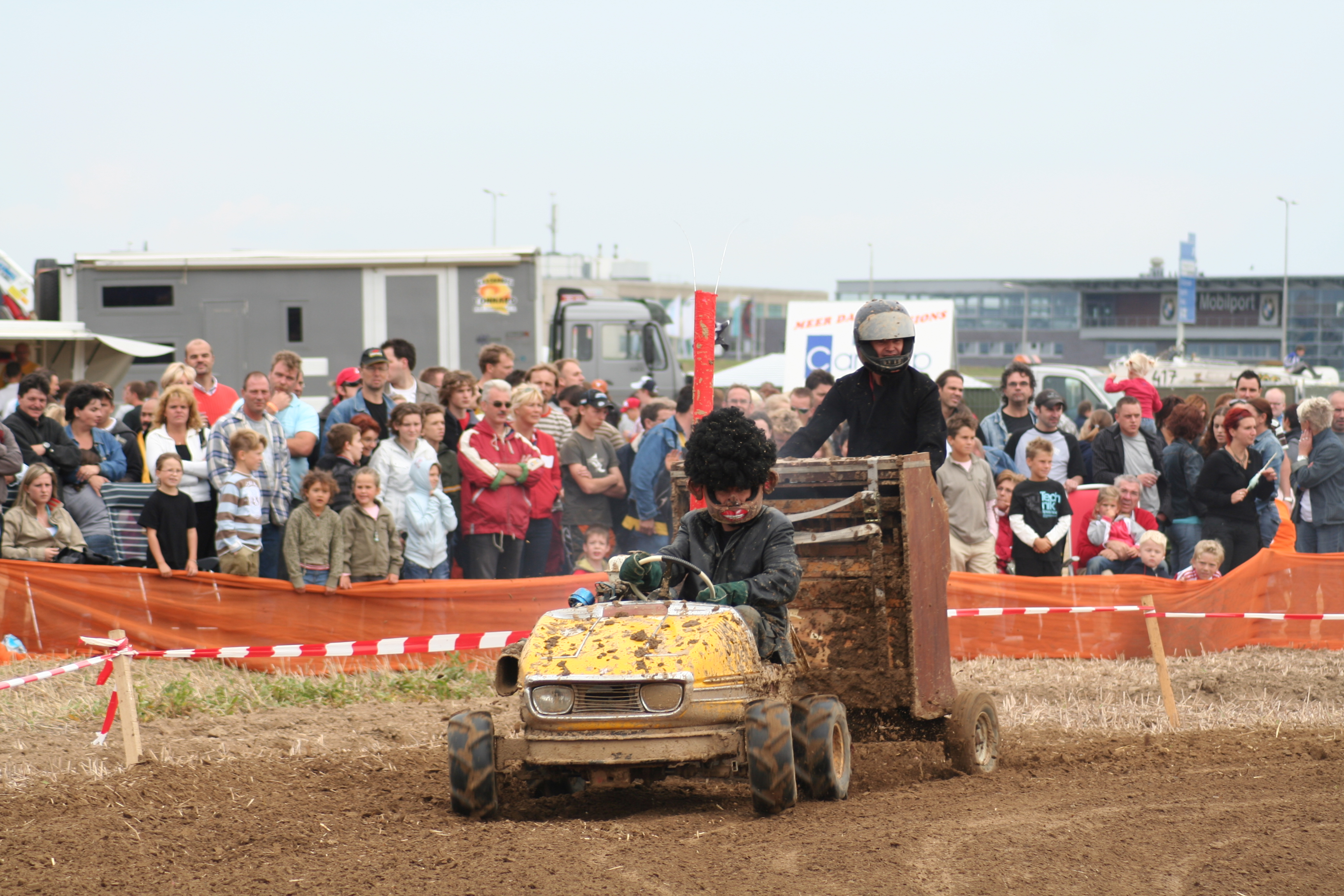
actiefoto

## Edities

### 2006
Voor de allereerste editie op 10 september 2006 waren er 3 bands geboekt en waren er maar liefst 350 deelnemers. 6.500 bezoekers wisten het festivalterrein te vinden in Geulle. De klasses: Brommerklasse, Kijkmaarwatjeindeschuurhebtstaanklasse, Pocketbikeklasse, Crossmotorenklasse(allochtonenmanche), Kinderklasse (5 tot 12 jaar). 
De slogan voor dat jaar luidde: Knastercross ... een feest voor jong & oud!

### 2007
De tweede editie van dit festival vond plaats op 1 en 2 september 2007. 7 bands traden op en 13.500 bezoekers bezochten het Knastercross Festival. Daarnaast was er ook voor het eerst een camping op het festivalterrein. Het cross en muziekfestival kreeg landelijke bekendheid nadat de organisatie de crossmotorenklasse omgedoopt had in Nudistenklasse. Omdat de grap niet begrepen werd veranderde de organisatie later de naam in Groetenuitederimboeklasse. Op de drukste dag, zondag 2 september, waren er 10.000 mensen tegelijk op het terrein. De klasses: Brommerklasse, Kijkmaarwatjeindeschuurhebtstaanklasse (light), Kijkmaarwatjeindeschuurhebtstaanklasse (heavy), Groetenuitderimboeklassen (crossmotoren) en de Kinder- en pocketbikeklasse (gecombineerd). 
Dit jaar werd er ook voor het eerst een evenementfrequentie afgegeven door het Commissariaat voor de media aan de Knastercross. Op 104.9FM was daarom KnastercrossFM een heel weekend lang te ontvangen Zuid-Limburg. 
De slogan voor dat jaar luidde: Knastercross, een feest om nooit te vergeten.

### 2008
De derde editie werd gehouden op 6 en 7 september 2008. Dit jaar introduceerde de Knastercross de 'Obesitasklasse'. Er kwamen 27.000 bezoekers op het meerdaagsfestival af waardoor de Knastercross het snelst groeiende festival van Limburg is geworden. Elk jaar een verdubbeling van bezoekers van minimaal 100%. de bands die dit jaar op het hoofdpodium speelden zijn: Tonka Band, Sat2d, Red Zone Cuba, The Filthy Red Horse, Pikkatrillaz, Special Delivery en Kedaster. Deze laatste band speelde weer voor het eerst na een onderbreking van 9 jaar op het hoofdpodium. TV Limburg maakte een speciaal programma van een uur lang omtrent de Knastercross die het in haar carrousel 48 uur uitgezonden heeft.
De slogan voor het jaar 2008 luidt: Knastercross, het wildste familiefeest van het Zuiden.

### 2009
De vierde editie van de Knastercross vindt dit jaar wederom in het eerste weekend van september plaats. Ondanks hardnekkige geruchten is en blijft Geulle de thuisbasis van het kolderfestival.

### 2010
In 2010 vond festival ook  plaats in Geulle. TV limburg maakte hierover een reportage.

### 2011
Voor het eerst een 3-daags festival met o.a. DJ Kicken. 

### 2012
Dit was de eerste editie onder een nieuw bestuur.